# Aar (Lahn)
 For alternative betydninger, se Aar. (Se også artikler, som begynder med Aar)
Aar er en 50 km lang biflod til Lahn. Floden ligger i de tyske delstater Hessen og Rheinland-Pfalz. Aar munder ud i Lahn i byen Diez.